# Villers-sur-Mer
 Villers-sur-Mer  es una población y comuna francesa, situada en la región de Baja Normandía, departamento de Calvados, en el distrito de Lisieux y cantón de Trouville-sur-Mer.

## Demografía
| 1608 | 1669 | 1769 | 1853 | 2019 | 2318 |
| Para los censos de 1962 a 1999 la población legal corresponde a la población sin duplicidades (Fuente: INSEE [Consultar]) |      |      |      |      |      |